# مشرخة (المسيمير)

تعديل مصدري - تعديل

مشرخة هي إحدى قرى عزلة المسيمير بمديرية المسيمير التابعة لمحافظة لحج، بلغ تعداد سكانها 513 نسمة حسب تعداد اليمن لعام 2004.